# Fabbrica Europa
Fabbrica Europa è un festival internazionale che si tiene a Firenze, in cui interagiscono i diversi popoli europei attraverso espressione artistica, culturale e sociale, con eventi di danza, teatro, musica, dj set, workshop e arti visive.

## Dettagli
Si svolge in primavera presso la Stazione Leopolda sui viali di Circonvallazione ai margini del Parco delle Cascine. Viene coinvolto anche l'Istituto Francese di Piazza Ognissanti che offre i suoi spazi per eventuali incontri.